# Orchesia ovata
Orchesia ovata is een keversoort uit de familie zwamspartelkevers (Melandryidae). De wetenschappelijke naam van de soort werd in 1967 gepubliceerd door Laliberte.